# Kama La Mackerel
Kama La Mackerel est une artiste pluridisciplinaire et militante trans québécoise, originaire de Maurice.

## Biographie

### Jeunesse et études
Kama La Mackerel nait et grandit sur l'île Maurice, dans une famille ouvrière. Première de sa famille à étudier à l'université, elle obtient un baccalauréat en littérature et philosophie de l'université de Pune, en Inde, avant de poursuivre une maitrise en théorie, culture et politique à l'université Trent, dans l'Ontario (Canada). Kama La Mackerel vit à Montréal depuis 2011.

### Carrière artistique et littéraire
À la fois artiste et organisatrice d'évènements artistiques, Kama La Mackerel est active sur la scène queer montréalaise depuis son arrivée dans la ville,,. Par exemple, en 2013, elle y inaugure l'open mic Gender B(l)ender. Dans sa pratique personnelle, elle mobilise plusieurs pratiques artistiques, notamment la poésie, le conte, le théâtre, les arts textiles, l'aquarelle et la photographie.
En 2020, Kama La Mackerel fait paraitre son premier recueil de poésie, Zom-fam, au Canada anglophone. Selon la chercheuse Natasha Bissonauth, il s'agit du « premier exemple de littérature queer qui provient de l'île Maurice ». Finaliste du prix Dayne-Ogilve, le recueil donne également son nom à une performance mêlant danse, spoken word et rituels, coproduite par Montréal, arts interculturels. Cette année-là, Kama La Mackerel remporte le prix Joseph-S.-Stauffer pour artistes émergents en arts visuels du Conseil des arts du Canada, puis, en 2022, le prix de l'auteur de l'année au Gala Dynastie.
Toujours en 2020, Arianne Des Rochers et elle signent la traduction en français de I'm Afraid of Men (J'ai peur des hommes), de Vivek Shraya, aux éditions du remue-ménage. L'année suivante, Kama La Mackerel traduit également Fierce Fems and Dangerous Liars (Fèms magnifiques et dangereuses), le premier roman de la militante Kai Cheng Thom. En 2024, elle traduit Pump (Le Marais), de Sydney Hegele.
En 2021, Kama La Mackerel participe à Momenta Biennale de l'image et se produit au Musée des beaux-arts de Montréal, dans le cadre d'Af-flux, Biennale Transnationale Noire,,.
En 2022, Kama La Mackerel prend part à We’ve Weave, une performance poétique expérimentale, en collaboration avec Alexei Perry Cox et Klara du Plessis.
En 2023, elle expose pour la première fois son travail en solo à la galerie McClure du Centre des arts visuels de Montréal. Cette première exposition est intitulée Who sings the queer island body ?

### Engagements politiques et militants
À Montréal, Kama La Mackerel s'engage dans le milieu LGBT : un temps porte-parole, aux côtés de Judith Lussier, de l'Astérisk, un lieu de rencontre pour les jeunes LGBT, elle organise par ailleurs les soirées « Gender B(l)ender » au Café L'Artère de 2013 à la fermeture du café en 2017, et est à l'origine du festival Qouleur, qui met à l'honneur les personnes LGBT racisées. À propos de ces dernières, en 2015 et 2016, Kama La Mackerel s'exprime à plusieurs reprises pour dénoncer le manque d'inclusivité et l'invisibilisation qu'elles subissent au sein des milieux et productions culturelles LGBT,. Plus tard, en 2019, elle anime dans le cadre de la semaine de la Fierté « Voix et résilience », un évènement destiné à faire se sentir davantage incluses les personnes racisées. En 2021, l'artiste s'investit au sein du collectif Loud + Proud Québec.
Kama La Mackerel est cosignataire de plusieurs lettres ouvertes : contre la banalisation du racisme au sein du milieu littéraire en 2020 et contre le projet de loi du ministre de la Justice québécois, Simon Jolin-Barrette, vis-à-vis du changement de prénom et de la mention de sexe à l'état civil en 2021.
Visible en tant que personnalité trans d'origine mauricienne, Kama La Mackerel attire l'attention de plusieurs médias indiens en 2016, lorsqu'elle poste sur Facebook une photo d'elle dans le sari que lui a offert sa mère, signe d'acceptation de son identité féminine,.
Dans un entretien de 2022, elle évoque la portée politique de l'art pour « chang[er] les narrations dominantes » en donnant de la visibilité aux groupes marginalisés. Elle souligne également l'importance des espaces artistiques communautaires : « ce sont des espaces alternatifs et sécuritaires qui sont offerts aux personnes marginalisées, aux personnes LGBTQ+ racisées ou autochtones. Nos voix ont très peu d’espace où exister, surtout pour exister de manière sécuritaire. Il faut en créer pour qu’elles soient accueillies sans être remises en question par d’autres forces, d’autres pouvoirs, qui essaient d’exercer un contrôle sur la narration du monde ».

## Analyse de l’œuvre
Selon Jade Boivin, « s’il fallait dégager deux pôles centraux de ses
œuvres, c’est probablement ceux de la résilience et de la résistance qui ressortiraient. »

### Race is a drag!(2012)
Race is a drag! est une performance dans laquelle Kama La Mackerel déambule en drag dans l'espace urbain montréalais. Celle-ci a fait l'objet de plusieurs photographies, destinées à capter les regards des passants alentour, « dont certains teintés de jugement, de moquerie ou de racisme », et ce afin de rendre compte « des microviolences auxquelles sont confrontées les identités LGBTQIA+ et/ou racisées au quotidien ». En se focalisant sur « les mécanismes de discrimination visuelle du passant-regardant, [et en] révélant la similitude des réactions », Kama La Mackerel parait prendre à rebours la « conception répandue de la "race" comme mascarade » à laquelle elle se réfère pourtant. Enfin, en interpelant les gens qui se retournent sur son passage d'un « What you looking at? (Qu'est-ce que tu regardes ?) », l'artiste « choisit d'agir au lieu de subir », « expos[ant] des rapports de pouvoir présents dans l'espace public rarement remis en question ». 

### Breaking the Promises of Tropical Emptiness(2019)
Breaking the Promises of Tropical Emptiness: Trans Subjectivity in the Postcard (Briser les promesses du vide tropical : la subjectivité trans dans la carte postale) est une série de 15 portraits de Kama La Mackerel sur l'île Maurice, réalisée en collaboration avec Nedine Moonsamy. Sur chacune de ces photographies, Kama La Mackerel pose devant des paysages qui rappellent ceux des cartes postales, qui donnent souvent à voir « un territoire soi-disant vierge et exotique » aux touristes. Ce faisant, l'artiste critique « une colonisation territoriale à la fois physique et visuelle » tout en affirmant sa capacité à dire son propre rapport à l'espace public mauricien.

### ZOM-FAM
Le premier recueil de poésie de Kama La Makerel constitue selon Natasha Bissonauth un récit « autoethnographique », et ce même si l'autrice présente le personnage principal, Kumkum, comme « un·e ancêtre transféminin·e » plutôt qu'elle-même.

## Œuvre

### Publications
- (en-CA) ZOM-FAM, Metonymy Press, 2020

#### Traductions
- Vivek Shraya (trad. de l'anglais), J'ai peur des hommes [« I'm Afraid of Men »], 2020
- Valérie Bah, Les Enragé·es, éditions du remue-ménage, 2021, 216 p. (ISBN 2890917525)
- Kai Cheng Thom (trad. de l'anglais), Fèms magnifiques et dangereuses : Mémoires affabulées d'une fille trans [« Fierce Fems and Notorious Liars: A Dangerous Trans Girl's Confabulous Memoirs »], XYZ, 2021
- Sydney Hegele, Le Marais [« Pump »], L'Interligne, 2024, 120 p. (ISBN 2896998217)

### Expositions
- Who Sings the Queer Island Body? (galerie McClure, 2023)

#### Participations
- Gender Fluidity (Galerie d'art de Burlington, 2019)[30]